# Zhang Guoli
En una onomàstica xinesa Zhang es el cognom i Guoli el prenom.
Zhang Guoli (xinès simplificat: 张国立) (Tianjin 1955 -  ) Actor, presentador, productor i director xinès amb una llarga trajectòria  en la indústria del cinema i la televisió.

## Biografia
Zhang Guoli va néixer el 17 de gener de 1955 a Tianjin (Xina). Els seus pares van treballar en les obres de la construcció del ferrocarril a la província de Qinghai i ell va créixer a casa de la seva àvia a Tianjin i a Pequín. Als 15 anys va anar a Kelli a la província de Guizhou per treballar en els ferrocarrils. En plena Revolució Cultural va entrar com a locutor al  (China Railway Art Troupe)  de la Segona Oficina d'Enginyeria de Chengdu del Ministeri de Ferrocarrils.
Està casat amb l'actriu Deng Jie, també molt popular a la Xina, especialment pel seu paper de Wang Xifeng en la sèrie televisiva "Dream of the Red Chamnber" basada en una de les quatre grans novel·les clàssiques xineses, "El somni del pavelló vermell".

#### Carrera cinematogràfica
Abans d'entrar en el món del cinema va ser un conegut actor de l'estil  "xiangsheng" (un estil d'arts escèniques basat principalment en un duo còmic) fet en el dialecte de Tianjin o també en xinès mandarí. També va treballar com actor de teatre al Teatre d'Art Popular de Sichuan, actuan en obres com "La senyoreta Júlia" del dramaturg suec August Strinberg.
Va començar com actor de cinema l'any 1985 i el 1989 va protagonitzar la pel·lícula  頑主 (Three T Company) també coneguda com The Troubleshooters, adaptació d´una novel·la de Wang Shuo, dirigida per Mi Jiashan. El film va  representar l'inici de la popularitat de Zhang, que a partir d'aquí ha fet més de 25 pel·lícules com actor.
El 1988, va anar a l'Antàrtida amb l'expedició a l'Antàrtida xinesa i va filmar la sèrie de televisió "La Gran Muralla s'estén al sud" que enregistrava l'expedició científica antàrtica.
El 2000 va  guanyar el premi al millor actor en el  Festival Internacional de Cinema del Caire, pel seu paper de Liang Yazhou en la pel·lícula "A Sigh". El 2022 va participar en la pel·lícula "In Our Prime" dirigida per Liu Yulin , basada en una obra de l’escriptor Liu Zheyun pare de la directora i que va participar en el 27è Festival Internacional de Cinema de Busan i al 29è Ferstival Internacional des Cinémas de Vesoul.
Ha treballat amb directors com Zhang Yimou, Li Jun, Feng Xiaogang, i Huang Jianxin entre d'altres.
El 1993 va iniciar la seva tasca com a director amb 闖 入 者 (Intruders) amb un guió seu,  i desprès ha fet tres pel·lícules més: la  darrera 朝云暮雨 (Strangers When We Meet) el 2024, presentada a l'Asian Film Festival Barcelona en la Secció Oficial Panorama.

#### Trajectòria a la televisió
El que realment va fer famós Zhang Guoli va ser la seva participació en el rodatge de sèries de televisió. A partir de la dècada de 1990, va començar a tenir una gran popularitat gràcies a la seva participació en sèries de televisió, moltes d'elles de caràcter històric. El 1996, va interpretar el paper de l'emperador Qianlong a la sèrie de televisió 宰相劉羅鍋 (Primer ministre Liu Luoguo) , que va obtenir una gran audiència . Més tard, una conjunt de sèries d'alta audiència com 熙微服私訪記 , fent d'emperador Kangxi, o a 鐵齒銅牙紀曉嵐, amb el paper de Jin Xiaolan. Ràpidament es va convertir en una estrella de l'entreteniment, amb una gran presència en la televisió, també com a presentador de programes d'entreteniment com  els "reality show"  "I See You Have a Show", "Let's Time Travel" i "China's New Dating" i "Farming Season 2".
El 2014, va ser presentador de la Gala d’Any Nou de la CCTV (China Central Television).

## Premis
| Any  | Premi                           | Pel·lícula o sèrie                                   |
| ---- | ------------------------------- | ---------------------------------------------------- |
| 1996 | Hundred Flowers al millor actor | The Strangers in Beijing                             |
| 1996 | Golden Eagle al millor actor    | Kangxi Private Interview                             |
| 2002 | Golden Eagle al millor actor    | 我這一輩子 (My Life)                                 |
| 2004 | Premi Feitian a la millor sèrie | 五月槐花香 (The Fragrance of Sophora Flowers in May) |
| 2007 | Magnolia Award al millor actor  | 金婚 (Noces d'Or)                                    |
| 2013 | Golden Eagle al millor actor    | Back to 1942                                         |

## Filmografia

#### Director
| Any  | Títol xinès | Títol anglès           |
| 1993 | 闖 入 者    | Intruders              |
| 1999 | 流氓學生    | A Tale of Rascal       |
| 2006 | 第601個電話 | Telephone 601          |
| 2024 | 朝云暮雨    | Strangers When We Meet |

#### Actor de cinema
| Any  | Títol xinès    | Títol anglès                      | Paper           | Director                |
| 1985 | 鄉思           | Homesick                          |                 | Qi Shilong i Ng On-Ping |
| 1987 | 八卦蓮花掌     | The Lotus Palm of the 8 Diagrams  |                 | Liu Zhong Ming          |
| 1988 | 顽主           | Wanzhu                            |                 |                         |
| 1989 | 頑主           | The Troubleshooters               | Yu Guan         | Mi Jiashan              |
| 1990 |                | The September of Mine             | Mr. Gao         |                         |
| 1991 | 紅十字作證     | Red Cross Will Be Winesse         |                 | Jia Mu                  |
| 1994 | 杏花三月天     | The Story of Xinghua              | Wang Lai        | Yin Li                  |
| 1994 | 你没有十六岁   | You Are Not Sixteen               |                 |                         |
| 1996 | 混在北京       | The Strangers in Beijing          |                 | He Qun                  |
| 1999 | 泰山           | Tarzan                            | Tarzan          |                         |
| 2000 | 一聲嘆息       | Yisheng Tanxi / A Sigh            | Liang Yazhou    | Feng Xiaogang           |
| 2002 | 手機           | Cell Phone                        | Fei Mo          | Feng Xiaogang           |
| 2003 | 血濺獅王       | Iron Lion                         |                 | Daniel Lai Chi-Ming     |
| 2003 | 海底總動員     | Finding Nemo                      | Marlin          |                         |
| 2007 | 僵屍獎門人     | Vampire Super                     | Wang Dui Zhang  | Ricky Lau Koo-Wai       |
| 2008 | 大搜查之女     | Lady Cop & Papa Crook             | Xu Banshan      | Alan Mak Siu-Fai        |
| 2009 | 建國大業       | The Founding of a Republic        | Chiang Kai-shek | Huang Jianxin           |
| 2011 | 建黨偉業       | Beginning of the Great Revival    | Chiang Kai-shek | Huang Jianxin           |
| 2012 | 大闹天宫3D     | The Monkey King: Uproar in Heaven | Veu             | Chen Zhihong            |
| 2012 | 一九四二       | Back to 1942                      | Fan Dianyuan    | Feng Xiaogang           |
| 2014 | 把樂帶回家2014 | Bring Happiness Home 2014         |                 | Wei Zheng               |
| 2016 | 一切都好       | Everybody's Fine                  | Guan Zhiguo     | Zhang Meng              |
| 2021 | 峰爆           | Cloudy Mountain                   |                 | Li Jun                  |
| 2022 | 普通男女       | In Our Prime                      |                 | Liu Yulin               |
| 2023 | 堅如磐石       | Under the Light                   | Zheng Gang      | Zhang Yimou             |

#### Actor a la Televisió
| Any  | Títol xinès                                             | Paper             |
| 1983 | Wanwan De Shijing 彎彎的石徑                            |                   |
| 1986 | Changcheng Xiangnan Yanshen 長城向南延伸                |                   |
| 1987 | Haohaizi 好孩子                                         |                   |
| 1987 | Dushi Fangcaodi 都市芳草地                              |                   |
| 1988 | Sishui Weilan 死水微瀾                                  |                   |
| 1991 | Bianjibu De Gushi 編輯部的故事                          |                   |
| 1993 | Haima Gewuting 海馬歌舞廳                               |                   |
| 1994 | Zaixiang Liu Luoguo 宰相劉羅鍋                          | Qianlong Emperor  |
| 1995 | Beijing Shenqiu De Gushi 北京深秋的故事                 |                   |
| 1996 | Qingbo 315 請撥315                                      | Wang Li           |
| 1996 | Zongtong Taofang 總統套房                               |                   |
| 1996 | Ai De Wandao 愛的灣道                                   | Xu Minghao        |
| 1997 | Cixi Xixing 慈禧西行                                    | Wu Yong           |
| 1997 | Weiqing Shike 危情時刻                                  | Wen Zhenshan      |
| 1997 | Hongyan 紅岩                                            |                   |
| 1997 | 康熙微服私訪記                                          | Kangxi Emperor    |
| 1998 | Bolichang Chuanqi 琉璃廠傳奇                            | Jin Baoyuan       |
| 1998 | 康熙微服私訪記2                                         | Kangxi Emperor    |
| 1999 | Caishen Dao 財神到                                      | Zhao Gongming     |
| 1999 | Yipin Furen Zhima Guan 一品夫人芝麻官                   | Liu Mingchuan     |
| 1999 | 康熙微服私訪記3                                         | Kangxi Emperor    |
| 2000 | Jingcheng Da Zhuangshi 京城大狀師                       | Liu Jixian        |
| 2000 | Zhongcheng 忠誠                                         | Gao Changhe       |
| 2001 | 鐵齒銅牙紀曉嵐                                          | Ji Xiaolan        |
| 2001 | Huanxi Yinyuan 歡喜姻緣                                 | Shi Daci          |
| 2002 | 鐵齒銅牙紀曉嵐2                                         | Ji Xiaolan        |
| 2002 | Wo Zheyi Beizi 我這一輩子                               | Fuhai             |
| 2002 | 康熙微服私訪記4                                         | Kangxi Emperor    |
| 2003 | Buyi Zhixian Fan Ruhua 布衣知縣梵如花                   | Fan Ruhua         |
| 2003 | Buyi Tianzi 布衣天子                                    | Hong Li           |
| 2003 | Zhongguo Xingjing Zhi Jiuyue Fengbao 中國刑警之九月風暴 | Mayor Zhang       |
| 2003 | Zhengtuo 掙脫                                           | Shen Dongjian     |
| 2003 | 倚天屠龍記                                              | Cheng Kun         |
| 2003 | 萍蹤俠影                                                | Emperor           |
| 2004 | 鐵齒銅牙紀曉嵐3                                         | Ji Xiaolan        |
| 2004 | 宋連生坐堂                                              | Song Liansheng    |
| 2004 | Wuyue Guihua Xiang 五月槐花香                           | Tong Fengquan     |
| 2005 | 少年寶親王                                              | Yongzheng Emperor |
| 2005 | 濟公新傳                                                | Qin Hui           |
| 2005 | 屋頂上的綠寶石                                          | Tang Qishan       |
| 2005 | 少年嘉慶                                                | Qianlong Emperor  |
| 2005 | Longfeilong Fengfeifeng 龍非龍鳳非鳳                    | Shiduo            |
| 2006 | Qinxiong Redi 親兄熱弟                                  | Yu Dahai          |
| 2006 | Hongmofang 紅墨坊                                       | Ji Xiaolan        |
| 2006 | 武十郎                                                  | Wu Dingdang       |
| 2006 | Jin Hun 金婚                                            | Tong Zhi          |
| 2007 | Xiangai Dounan 想愛都難                                 | Lin Daming        |
| 2007 | 中國往事                                                | Cao Ruqi          |
| 2008 | 大生活                                                  | Liu Dong          |
| 2008 | Ganzou Nide Youyu 趕走你的憂鬱                          | Zhou Wen          |
| 2008 | 鐵齒銅牙紀曉嵐4                                         | Ji Xiaolan        |